# Oost-Afrikaanse Federatie
De Oost-Afrikaanse Federatie is de naam van een voorgestelde Afrikaanse federatie van de zeven lidstaten van de Oost-Afrikaanse Gemeenschap: Burundi, Democratische Republiek Congo, Kenia, Oeganda, Rwanda, Tanzania en Zuid-Soedan.
Met een oppervlakte van 1 820 664 km² zal de Oost-Afrikaanse Federatie het vierde land in Afrika zijn qua grootte en de zestiende ter wereld. Met een bevolkingsaantal van 147,549,322 (2013) zou het na Nigeria de meeste inwoners van Afrika hebben en een elfde plaats in de wereld. De bevolkingsdichtheid komt daarmee op 81/km². Het bruto binnenlands product zal volgens IMF verwachtingen uitkomen op $131 772 000 000 (2013), de vierde van Afrika en 55e van de wereld. Het BBP per hoofd van de bevolking komt daarmee op $893.
De commissie kwam van 14 tot 18 januari 2020 bijeen voor een vijfdaagse overlegvergadering in Burundi, waar werd aangekondigd dat tegen eind 2021 een grondwet voor de confederatie zou worden opgesteld. Na goedkeuring van het ontwerp door de zeven EAC-staten na een jaar van overleg zou de Oost-Afrikaanse Confederatie tegen 2023 worden opgericht. De routekaart naar een volledige politieke federatie zal tijdens toekomstige vergaderingen in detail worden besproken.

## Gezamenlijke munt
De voorgestelde munteenheid is de Oost-Afrikaanse shilling die vanaf 2012 ingevoerd zou moeten worden; dit werd niet gehaald en aangepast naar 2015. Toen ook dit niet gehaald werd, werd een streefjaar van 2024 gesteld.